# Irenaios
Patriarch Irenaios von Jerusalem (* als Emmanouil Skopelitis (griechisch Εμμανουήλ Σκοπελίτης) am 17. April 1939 auf Samos; † 10. Januar 2023 in Athen) war ein griechischer orthodoxer Geistlicher und Patriarch der Orthodoxen Kirche von Jerusalem.

## Leben
Irenaios diente viele Jahre als Exarch des Heiligen Grabes in Athen. Nach dem Tod von Patriarch Diodoros wurde Skopelitis im Jahr 2000 zum locum tenens, dem vorläufigen Oberhaupt der griechisch-orthodoxen Kirche in Jerusalem, ernannt und am 13. August 2001 in der traditionellen Wahl in der Grabeskirche in Jerusalem zum Patriarchen gewählt. Am 15. September 2001 wurde er im Beisein hoher kirchlicher und weltlicher Würdenträger, darunter Erzbischof Christodoulos der griechisch-orthodoxen Kirche und Metropolit Nikolaus der Tschechischen und Slowakischen Orthodoxen Kirche, als „Patriarch der Heiligen Stadt Jerusalem und ganz Palästinas, Syriens, jenseits des Jordan, Kana von Galiläa und des Heiligen Zion“ inthronisiert.
Anfang 2005, fast vier Jahre nach seinem Amtsantritt als Patriarch, wurde Irenaios beschuldigt, drei Grundstücke der griechischen Kirche in der Jerusalemer Altstadt an die religiös-zionistische Bewegung Ateret Kohanim verkauft zu haben, eine jüdische Organisation, deren erklärtes Ziel es ist, eine jüdische Mehrheit in der Jerusalemer Altstadt und in arabischen Vierteln in Ostjerusalem zu etablieren. Da die meisten orthodoxen Christen in diesem Gebiet Palästinenser sind und das Land in einem arabisch besiedelten Gebiet liegt, von dem die meisten Palästinenser hoffen, dass es Teil einer künftigen palästinensischen Hauptstadt wird, lösten diese Anschuldigungen unter den Kirchenmitgliedern große Besorgnis aus. Am 6. Mai 2005 verkündete der Heilige Synod von Jerusalem, das Leitungsgremium des griechisch-orthodoxen Patriarchats von Jerusalem, in einer Abstimmung, die eine Zweidrittelmehrheit erforderte, das Ende der Amtszeit von Irenaios als Patriarch und degradierte ihn zum schlichten Mönch. Anstelle des abgesetzten Irenaios, der sich jedoch weigerte, seine Absetzung zu akzeptieren, wurde ein locum tenens, ein vorläufiges Kirchenoberhaupt, ernannt. Am 24. Mai 2005 wurde in Konstantinopel (Istanbul) eine panorthodoxe Sondersynode unter dem Vorsitz des Ökumenischen Patriarchen Bartholomäus I., des Primus inter pares der orthodoxen Ostkirche, einberufen, um die Entscheidungen der Heiligen Synode von Jerusalem zu überprüfen. Die panorthodoxe Synode stimmte mit überwältigender Mehrheit dafür, die Entscheidung der Heiligen Synode von Jerusalem zu bestätigen.
Die Synode wählte am 22. August 2005 Theophilos III. von Jerusalem zum neuen Patriarchen von Jerusalem. Die Wahl wurde von der panorthodoxen Synode von Konstantinopel bestätigt, und Patriarch Theophilos III. wurde am 22. November 2005 inthronisiert.
Nach alter Tradition erfordert die Absetzung eines Patriarchen von Jerusalem und die Wahl eines Nachfolgers theoretisch die Anerkennung der Regierungen in den Regionen, in denen das Patriarchat zuständig ist – derzeit sind dies Israel, Palästina und Jordanien. Jordanien und die Palästinensische Autonomiebehörde hatten die Entlassung vor seiner Inthronisierung im November 2005 anerkannt, aber Irenaios wurde von Israel bis Dezember 2007 weiterhin als orthodoxer Patriarch von Jerusalem anerkannt, und Israel lud ihn weiterhin zu offiziellen Regierungsveranstaltungen ein. Im Dezember 2007 schloss sich Israel der jordanischen und palästinensischen Regierung an und erkannte Theophilos III. als orthodoxen Patriarchen von Jerusalem an.
Nach seinem Amtsantritt leitete Patriarch Theophilos III. unverzüglich rechtliche Schritte vor israelischen Gerichten ein, um den Verkauf der Gebäude rückgängig zu machen. Er behauptete, dass der Verkauf nicht von der Synode, dem Leitungsgremium der griechischen Kirche, genehmigt worden sei und dass der für den Verkauf verantwortliche Finanzdirektor, Nikolas Papadimos, von Ateret Cohanim Geld erhalten habe, um das Geschäft voranzutreiben, und dass er sich des Diebstahls und der Korruption in Bezug auf Gelder des Patriarchats schuldig gemacht habe. Es wurde auch behauptet, dass der von Ateret Cohanim für die Gebäude gezahlte Preis deutlich unter dem Marktwert lag. Dennoch entschied der Oberste Gerichtshof Israels im Juni 2022, dass Ateret Cohanim die Grundstücke rechtmäßig erworben hatte und dass die drei Grundstücke in der Jerusalemer Altstadt nun rechtmäßig der jüdischen Organisation gehören.
Nach seiner Entlassung ließ sich Irenaios in einer kleinen Wohnung im obersten Stockwerk des Gebäudes des griechischen Patriarchats von Jerusalem nieder. Von Februar 2008 bis 2015 verließ Irenaios diese Wohnung nicht mehr und erhielt von seinen Anhängern über einen Korb, der von seiner Wohnung herabgelassen wurde, Lebensmittel und zum Leben benötigte Artikel. Er behauptete, er sei dort von Theophilos III. eingesperrt worden, während das griechische Patriarchat behauptete, Irenaios habe sich freiwillig eingesperrt und könne seine Wohnung verlassen, ziehe es aber vor, aus Protest gegen die Verweigerung seiner Absetzung eingesperrt zu bleiben. Im Jahr 2011 bestätigte Irenaios in einem Interview mit der israelischen Zeitung Haaretz, dass er nicht daran gehindert wurde, das Gebäude zu verlassen, dies aber aus Angst, nicht zurückkehren zu können, nicht tat.
Irenaios litt an einer Lungenerkrankung und verließ das Gebäude im November 2015 für eine Operation. Patriarch Theophilos III. begab sich ins Krankenhaus, um Irenaios zu besuchen, der nach seiner Genesung in seine Wohnung im griechischen Patriarchat zurückkehrte. Als mögliches Zeichen der Versöhnung verließ Irenaios im März 2016 erneut freiwillig seine Wohnung, um an einem Empfang zu Ehren von Patriarch Theophilos III. teilzunehmen.
Im Jahr 2019 schickte Irenaios jedoch einen Brief an das griechische Konsulat in Jerusalem, in dem er behauptete, dass er weiterhin in einem Zustand der „faktischen“ Gefangenschaft lebe, dass ihm sein griechischer Pass gestohlen worden sei und dass Patriarch Theophilos III. versuche, ihn gegen seinen Willen in ein Kloster in der Nähe von Jericho zu versetzen. Irenaios erhielt Unterstützung von der griechischen Regierung, und im August 2019 kam er in einem Rollstuhl am Flughafen Ben Gurion an und bestieg einen Flug nach Athen. Das Jerusalemer Patriarchat hatte zuvor seine Zugehörigkeit zum Episkopat wiederhergestellt und ihm den Titel "emeritierter Patriarch" verliehen.
Irenaios starb nach langer Krankheit am 10. Januar 2023 im Alter von 83 Jahren in Athen.
Patriarch Theophilos III. hatte es abgelehnt, Irenaios in Jerusalem zu bestatten. Er wurde unter der Leitung von Eusebius, Metropolit von Samos, und in Anwesenheit einer Delegation des Jerusalemer Patriarchats auf dem Friedhof von Moni Timiou Stavrou (Heilig-Kreuz-Kloster) auf seiner Geburtsinsel Samos beigesetzt.